# Evropská sociálně demokratická strana
Evropská sociálně demokratická strana (rumunsky Partidul Social Democrat European, PSDE) je středolevicová, populistická sociálnědemokratická politická strana v Moldavsku. Strana byla založena v roce 1997, zastává proevropské názory a je přidruženým členem Strany evropských socialistů (PES) a řádným členem Socialistické internacionály. Podle svých stanov se PSDE hlásí k tomu, že Moldavsko je nezávislý, suverénní a demokratický právní stát, který je začleněn do sjednocené rodiny evropských demokracií. Strana odráží názory bývalého předsedy Mariana Lupu, ale též na názory strany mají silný vliv moldavské pravoslavné církve. Tím je strana konzervativnější v sociálních otázkách, jako jsou práva LGBT.

## Výsledky voleb

### Parlamentní
| Volby   | Lídr                | Výsledky | Výsledky | Výsledky | Výsledky | Výsledky | Postoj k vládě |
| Volby   | Lídr                | Hlasy    | %        | +/–      | Mandáty  | +/–      | Postoj k vládě |
| ------- | ------------------- | -------- | -------- | -------- | -------- | -------- | -------------- |
| 1998    | Dumitru Diacov      | 294 691  | 18,16    | Nová     | 21/101   | Nová     | Koalice        |
| 1998    | Dumitru Diacov      | 294 691  | 18,16    | Nová     | 21/101   | Nová     | Koalice        |
| 1998    | Dumitru Diacov      | 294 691  | 18,16    | Nová     | 21/101   | Nová     | Podpora        |
| 2001    | Dumitru Diacov      | 79 757   | 5,02     | –        | 0/101    | ▼ 21     | Mimo parlament |
| 2005    | Dumitru Diacov      | 444 377  | 28,53    | –        | 8/101    | ▲ 8      | Opozice        |
| 2005    | Dumitru Diacov      | 444 377  | 28,53    | –        | 8/101    | ▲ 8      | Opozice        |
| 2009/04 | Dumitru Diacov      | 45 698   | 2,97     | –        | 0/101    | ▼ 8      | Mimo parlament |
| 2009/07 | Marian Lupu         | 198 268  | 12,54    | ▲ 5,57   | 13/101   | ▲ 13     | Koalice        |
| 2010    | Marian Lupu         | 218 620  | 12,70    | ▲ 0,16   | 15/101   | ▲ 2      | Koalice        |
| 2010    | Marian Lupu         | 218 620  | 12,70    | ▲ 0,16   | 15/101   | ▲ 2      | Koalice        |
| 2014    | Marian Lupu         | 252 489  | 15,80    | ▲ 3,10   | 19/101   | ▲ 4      | Koalice        |
| 2014    | Marian Lupu         | 252 489  | 15,80    | ▲ 3,10   | 19/101   | ▲ 4      | Koalice        |
| 2019    | Vladimir Plahotniuc | 334 539  | 23,62    | ▲ 7,82   | 30/101   | ▲ 11     | Opozice        |
| 2019    | Vladimir Plahotniuc | 334 539  | 23,62    | ▲ 7,82   | 30/101   | ▲ 11     | Koalice        |
| 2021    | Pavel Filip         | 26 545   | 1,81     | ▼ 21,81  | 0/101    | ▼ 30     | Mimo parlament |
| 2021    | Pavel Filip         | 26 545   | 1,81     | ▼ 21,81  | 0/101    | ▼ 30     | Mimo parlament |

### Prezidentské
| Volby      | Kandidát                   | První kolo        | První kolo        | Druhé kolo        | Druhé kolo        | Výsledek       |
| Volby      | Kandidát                   | Hlasy             | %                 | Hlasy             | %                 | Výsledek       |
| ---------- | -------------------------- | ----------------- | ----------------- | ----------------- | ----------------- | -------------- |
| 2001       | Mimo parlament             | Mimo parlament    | Mimo parlament    | Mimo parlament    | Mimo parlament    | Mimo parlament |
| 2005       | Vladimir Voronin (podpora) | 75                | 74,26             | —                 | —                 | Zvolen         |
| 2009/05–06 | Mimo parlament             | Mimo parlament    | Mimo parlament    | Mimo parlament    | Mimo parlament    | Mimo parlament |
| 2009/11–12 | Marian Lupu                | 53                | 52,48             | 53                | 52,48             | Žádný vítěz    |
| 2011–2012  | Nicolae Timofti (podpora)  | 62                | 61,39             | —                 | —                 | Zvolen         |
| 2016       | Maia Sanduová (podpora)    | 549 152           | 38,71             | 766 593           | 47,89             | Prohra         |
| 2020       | Pavel Filip                | Odstoupil z voleb | Odstoupil z voleb | Odstoupil z voleb | Odstoupil z voleb | Prohra         |

### Místní volby

#### Okresní a municipalitní rady
| Volby | Hlasy   | %    | Mandáty  |
| ----- | ------- | ---- | -------- |
| 2007  | 112 242 | 9,7  | 117/1103 |
| 2011  | 212 504 | 15,4 | 226/1120 |
| 2015  | 226 661 | 17,6 | 259/1116 |
| 2019  | 177 811 | 16,5 | 238/1108 |
| 2023  |         |      | 88/1086  |

#### Městské a obecní rady
| Volby | Hlasy   | %    | Mandáty    |
| ----- | ------- | ---- | ---------- |
| 2007  | 105 888 | 10,5 | 1155/10621 |
| 2011  | 209 284 | 18,8 | 2663/10630 |
| 2015  | 232 460 | 21,9 | 2810/10564 |
| 2023  |         |      | 1018/9972  |

#### Starostové
| Volby | Starostové | %     | Mandáty |
| ----- | ---------- | ----- | ------- |
| 2007  | 74         | 8,2   | 74/895  |
| 2011  | 220        | 24,5  | 220/898 |
| 2015  | 287        | 32    | 287/898 |
| 2017  | 396        | 44    | 396/898 |
| 2019  | 261        | 29    | 261/898 |
| 2023  | 103        | 11,51 | 103/898 |